# Kalınağıl, Milas
Kalınağıl là một xã thuộc huyện Milas, tỉnh Muğla, Thổ Nhĩ Kỳ. Dân số thời điểm năm 2011 là 291 người.